# Laure Calamy
Laure Calamy (ur. 22 marca 1975 w Orleanie) – francuska aktorka filmowa, teatralna i telewizyjna.
Laureatka Cezara dla najlepszej aktorki za kreację w filmie Osiołek, kochanek i ja (2020). Ogółem była czterokrotnie nominowana do tej nagrody, za role pierwszo- i drugoplanowe. Zdobyła również nagrodę aktorską w sekcji "Horyzonty" na 78. MFF w Wenecji za rolę zabieganej samotnej matki w dramacie Na pełny etat (2021).